# ألومينوسيليكات

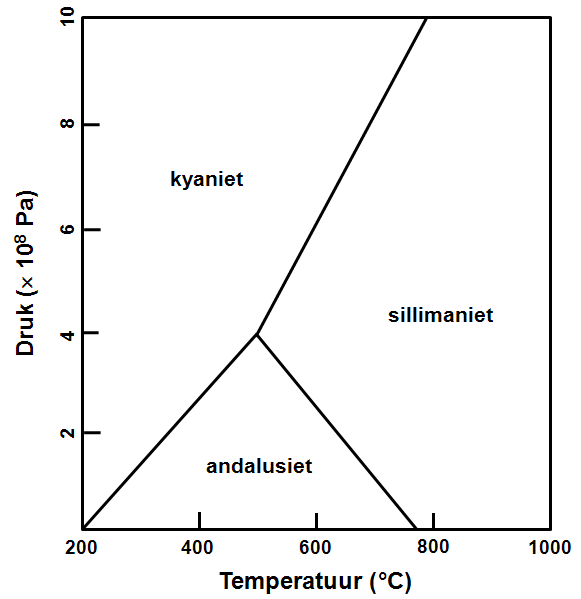

ألومينوسيليكات  هو وصف جامع لمجموعة من المعادن التي يتكون تركيبها الكيميائي من الألومنيوم والسيليكون والأكسجين؛ بالتالي فهي فرع من معادن السيليكات.
إن معادن الألومينوسيليكات واسعة الانتشار في الطبيعة، فهي تشكل المكون الرئيسي في تركيب معادن الصلصال المختلفة مثل للكاولينيت (الغضار الصيني).
من الأمثلة على معادن الألومينوسيليكات كل من الأندلسيت والكيانيت والسيليمانيت، والتي تشترك في تركيبها الكيميائي لوحداتها البلورية على الصيغة Al2SiO5.